# Senecio rufiglandulosus
Senecio rufiglandulosus là một loài thực vật có hoa trong họ Cúc. Loài này được Colenso miêu tả khoa học đầu tiên năm 1895.